# Oberleitungsbus Tscheboksary
| Oberleitungsbus Tscheboksary     | Oberleitungsbus Tscheboksary |
| -------------------------------- | ---------------------------- |
| Trolleybusse auf dem Roten Platz |                              |
| Streckenlänge:                   | 165,7 km                     |
| Stromsystem:                     | 600 Volt =                   |
|                                  |                              |

Oberleitungsbus Tscheboksary ist der Oberleitungsbus-Betrieb in der tschuwaschischen Hauptstadt Tscheboksary in Russland. Eröffnet wurde die erste Linie am 7. November 1964. Die Betreibergesellschaft ist der Tscheboksarsker Trolleybusbetrieb (russisch Чебоксарское троллейбусное управление). Im Jahr 2007 beförderten die Trolleybusse in Tscheboksary 190,8 Millionen Passagiere.

## Linien
Das Netz ist gemessen an der Größe der Stadt überdurchschnittlich gut ausgebaut. Die erste Linie wurde am 7. November 1964 zwischen dem Hauptbahnhof und dem Roten Platz eröffnet. Seither wurden noch einundzwanzig weitere Linien eröffnet und einige wieder eingestellt. Die Gesamtlänge des Netzes lag im Jahr 1994 bei 150,2 km, 1999 waren es 153 Kilometer. Seither sind jedoch zahlreiche Strecken verlängert worden und einige komplett neu eröffnet worden. Heute ist das Netz 165,7 Kilometer lang. Die Linie 11 ist die kürzeste, die längste ist die Linie 1.
- 1 Universität ↔ OAO Promtraktor
- 2 Agregatnyj Sawod ↔ Flughafen

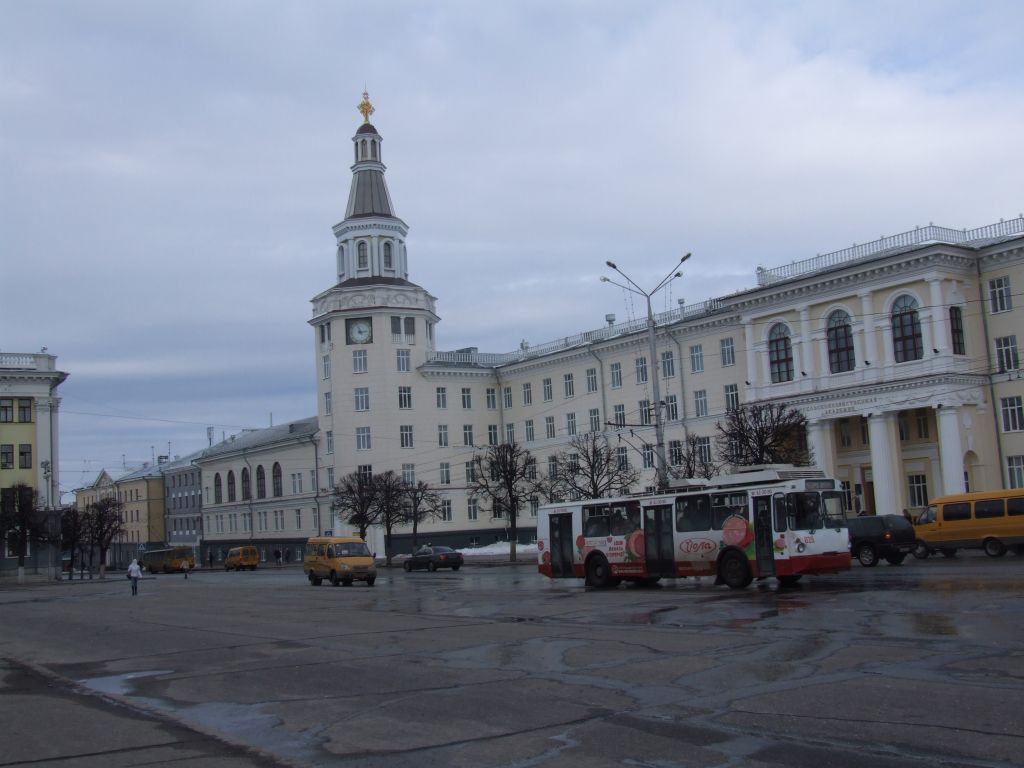
Trolleybus am Platz der Republik

- 3 ul. Universitetskaja ↔ OAO Promtraktor
- 4 Universität ↔ Bahnhof
- 5 Agregatnyj Sawod ↔ OAO Promtraktor
- 6 Bahnhof ↔ Promtraktor
- 7 ul. Universitetskaja ↔ Agregatnyj Sawod (Betrieb eingestellt)
- 8 Südlicher Vorort ↔ OAO Promtraktor
- 9 Flughafen ↔ Roter Platz
- 10 Promtraktor ↔ Bahnhof (Betrieb eingestellt)
- 11 Bahnhof ↔ Tschapajew-Werk
- 12 Universität ↔ Bahnhof (Betrieb eingestellt)
- 13 (Betrieb eingestellt)
- 14 Universität ↔ Maschtechnikum
- 15 Flughafen ↔ Roter Platz
- 16 Bahnhof ↔ Maschtechnikum (Betrieb eingestellt)
- 17 ul. Universitätskaja ↔ Tschapajew-Werk
- 18 Algeschewo ↔ Roter Platz
- 19 ul. Entusjastow ↔ Agregatnyj Sawod
- 20 Maschtechnikum ↔ ul. Entusjastow
- 21 Universität ↔ Medizinzentrum an der ul. F. Gladkowa
- 22 Universität ↔ ul. Entusjastow

## Fuhrpark
In Tscheboksary sind täglich rund 220 Trolleybusse im Einsatz. Insgesamt stehen in drei Depots 287 Trolleybusse zur Verfügung, darunter 274 für die Personenbeförderung, sechs Fahrschulwagen, drei Wagen die für Privatfahrten gemietet werden können, zwei Transportwagen auf Basis des ZiU-9, ein Fahrzeug für technische Hilfe und einen Oberleitungslastkraftwagen KTG-1. Die Wagen sind zum größten Teil vom Typ ZiU-9, außerdem verkehren einige andere Typen, meist russischer Herkunft.